# 張睿倉
張睿倉（1984年9月29日—），臺灣政治人物。世新大學資訊管理學系畢業，逢甲大學公共政策暨社會創新研究所在職專班進修中。曾任6年民代助理、連任2屆的臺中市大雅區上雅里里長。現里長一職由其妻陳映辰擔任。

## 早年
張睿倉出生於臺灣臺中縣，求學時期就臺讀當地大華國中、臺中二中，並於世新大學資訊管理學系完成學士學業。曾於2006年參與百萬人民倒扁運動。

## 從政
張睿倉畢業後於台北經營網路電商、台中開設服飾店及音樂廳，多次創業結果均未成功。當時為替音樂廳發聲而接觸到民意代表，首度參與公眾事務。認識民代後他跨入政治領域，擔任議員陳清龍助理、議員吳顯森服務處祕書，負責協助處理地方選民服務案件。而後他在31歲時，以素人之姿當選為大雅區最年輕的里長。
2019年時，張睿倉加入台灣民眾黨，並獲該黨提名參選臺中市第三選舉區立法委員，最終敗給前立委楊瓊瓔。他於2022年再度獲提名參選台中市議員，亦未當選。
台灣民眾黨原在2024年立委選舉打算提名張睿倉參選立委，但無下文。他於2024年退出民眾黨，稱獲民主進步黨招攬，且其妻陳映辰可能以民進黨籍參選2026年台中市議員選舉。

## 選舉紀錄
| 年度 | 選舉屆數             | 選舉區             | 所屬政黨   | 得票數 | 得票率 | 當選標記 | 備註 |
| ---- | -------------------- | ------------------ | ---------- | ------ | ------ | -------- | ---- |
| 2014 | 第一屆上雅里里長選舉 | 臺中市大雅區上雅里 | 無黨籍     | 1,751  | 52.15% |          |      |
| 2018 | 第二屆上雅里里長選舉 | 臺中市大雅區上雅里 | 無黨籍     | 2,350  | 67.50% |          |      |
| 2020 | 第十屆立法委員選舉   | 臺中市第三選舉區   | 臺灣民眾黨 | 14,700 | 7.46%  |          |      |
| 2022 | 第四屆台中市議員選舉 | 臺中市第三選舉區   | 臺灣民眾黨 | 10,116 | 8.01%  |          |      |

## 外部連結
- 張睿倉的Facebook專頁
- YouTube上的張睿倉頻道